# Dương Trực Nguyên
Dương Trực Nguyên (1468-1509) là danh thần nhà Lê sơ trong lịch sử Việt Nam. Ông là thành viên hội Tao đàn Nhị thập bát Tú.

## Sự nghiệp
Dương Trực Nguyên người làng Thượng Phúc, trấn Sơn Nam (nay là huyện Thường Tín thuộc thành phố Hà Nội).
Năm 1490 đời Lê Thánh Tông, ông đỗ Nhị giáp tiến sĩ khi 23 tuổi. Năm 1492, ông được phong làm Hiệu lý Viện hàn lâm rồi đổi sang làm Hiến sát Hải Dương.
Được ít lâu, vì ông làm trái ý vua Thánh Tông nên phải xuống chức cũ. Do có tài văn thơ, ông trở thành một trong 28 vị trong hội thơ Tao Đàn do vua Lê Thánh Tông là "nguyên súy".
Thời Lê Hiến Tông, ông được thăng làm Cấp sự trung Lại khoa. Do liêm khiết, ông được tăng lương. Ít lâu sau, ông được thăng làm Phủ doãn phủ Phụng Thiên (Hà Nội), rồi Hữu thị lang Bộ Hình.
Năm 1502, ông đổi sang làm Tả thị lang Bộ Binh coi việc thi ở điện.
Cuối năm 1502, ông được thăng làm Thị lang Bộ Lễ, kiêm coi việc ở Viện Hàn lâm.
Đầu năm 1505 thời Lê Uy Mục, ông đổi sang Bộ Hộ, kiêm việc ở Chiêu văn quán.
Cuối năm 1509, Giản Tu công Lê Oanh cùng tướng Nguyễn Văn Lang khởi binh ở Thanh Hoa chống lại vua Uy Mục. Khi quân nổi dậy tiến đến gần kinh thành Thăng Long, ông được lệnh cùng tướng Lê Vũ mang quân ra chống lại.
Khi đối trận với quân Nguyễn Văn Lang, quân triều đình bị thua. Lê Vũ tử trận, ông cùng các tướng Phạm Thịnh, Trần Năng tiếp tục chiến đấu, nhưng cuối cùng cả ba người đều bị tử trận tại Châu Cầu. Năm đó ông 42 tuổi.
Lê Oanh tiến vào kinh thành giết Lê Uy Mục và lên ngôi, trở thành vua Lê Tương Dực.
Năm 1512, triều đình Lê Tương Dực truy tặng ông làm Ngự sử đài trung đô ngự sử, được phong làm phúc thần, nhân dân địa phương thờ cúng.